# IPad Air 2
iPad Air 2（アイパッドエアツー）は、Appleが開発、販売していたタブレット型コンピュータで、iPad Airシリーズとしては第2世代にあたる機種。

## 概要
2014年10月16日（米国時間）にiPad Airの第2世代として発表された。
前年発表のiPad Air (第1世代)からボディーをさらに薄く軽くしたのが特徴で、フルラミネーションディスプレイを採用したことで厚さが6.1mmと1.4mm薄く、重量もWi-Fiモデルで437gと32g軽量化された。この薄くなったことに伴い、従来まで搭載されていた本体横の消音/回転ロックスイッチが省略されている。またディスプレイには反射防止コーティングも施されている。スマートフォンでは一般的であるが、タブレットでは今まであまり採用されていなかったダイレクトボンディングの採用により、特に明るい環境での鮮やかさが改善している。カラーバリエーションにはスペースグレイとシルバーのほか、ゴールドが追加された。
SoCはiPhone 6/iPhone 6 Plusに搭載されているApple A8の強化版、Apple A8Xを搭載、初めて3コア動作になったほか、メモリも2GBと従来機より多くなっている。2015年9月9日リリースのiOS 9にアップデートすることで強化されたマルチタスク機能の1つである、画面分割で2つのアプリを同時表示できる「Split View」に対応した。モーションコプロセッサーのM8も搭載し、センサーとして気圧計と指紋認証システムのTouch IDも搭載している。ストレージ容量はiPad Airと異なり32GBモデルが省略されている。
カメラ機能が強化され、外側のiSightカメラは800万画素センサーを搭載、バーストモード（連写）や120fpsのスローモーションビデオ撮影に対応した。内側のFaceTimeカメラもF値が2.2の明るいレンズを搭載している。
Wi-Fiは802.11acに対応し、MIMO（HT80）と合わせて最大866Mbpsの高速通信が可能となる。LTEはiPhone 6/6 Plus同様に150Mbpsの高速通信が可能になったほか、TD-LTE（Bands 38〜41）を含む広範囲な周波数帯をサポートし、日本ではBand 41を使用するWiMAX2+とAXGPにも対応、さらにキャリアアグリゲーションにも対応する。また、アメリカとイギリスでは1枚のSIMカードで複数の通信会社を選ぶことができる「Apple SIM」と合わせる形で提供され、短期契約や海外渡航時に画面上で自由に通信会社（発売時点ではアメリカのAT&Tモビリティ、スプリント、T-モバイルとイギリスのEEの4社）を選ぶことが可能となった。
スピーカーはTouch ID側の側面に2器搭載されている。
2016年3月21日（現地時間）、スペシャルイベントで9.7インチiPad Proが発表され、128GBモデルの販売を終了し、16GB・64GBモデルが1万円弱値下げされた。
2016年9月7日（現地時間）、スペシャルイベント終了後、16GB・64GBモデルの販売を終了し、32GBモデルを新たに設定した。また、128GBモデルが再設定された。
2017年3月21日（現地時間）、9.7インチのiPad (第5世代)が発表されたタイミングで、iPad Air 2は販売終了となった。その後約2年間、iPad Airシリーズの販売は途絶えるが、2019年3月18日にiPad Air（第3世代）が発表された。

## iPadモデルの変遷
（横スクロールできる画像です）